# 7853 Конфуцій
7853 Конфуцій (7853 Confucius) — астероїд головного поясу, відкритий 29 вересня 1973 року.
Тіссеранів параметр щодо Юпітера — 3,185.